# Stanisław Całowański
Stanisław Całowański (Czałowański) (ur. ?, zm. przed 2 października 1691) – polski duchowny rzymskokatolicki, biskup pomocniczy płocki.

## Życiorys
6 października 1664 papież Aleksander VII prekonizował go biskupem pomocniczym diecezji płockiej oraz biskupem in partibus infidelium lacedemońskim. Brak informacji kiedy i od kogo przyjął sakrę biskupią.